# Scheingesellschaft
Eine Scheingesellschaft ist eine Personengesellschaft, die in Wirklichkeit nicht existiert.

## Allgemeines
Bei der Scheingesellschaft handelt es sich um einen nur scheinbaren Zusammenschluss zu einer Personengesellschaft, weil die Beteiligten keinen Gesellschaftsvertrag oder einen solchen nur zum Schein geschlossen haben. Es fehlt hier bereits an der Willenserklärung zum Abschluss eines Gesellschaftsvertrags. Bei einem nichtigen Scheingeschäft nach § 117 BGB liegt keine Scheingesellschaft, sondern eine fehlerhafte Gesellschaft vor. Im Innenverhältnis wollten sie eine Bindung vermeiden und nur durch ihr Zusammenwirken nach außen den Anschein einer Personengesellschaft zu erwecken. Genau darin ist der Unterschied zu der (von den Beteiligten gewollten) fehlerhaften Gesellschaft zu sehen.
Bei Kapitalgesellschaften kann eine Scheingesellschaft nicht vorkommen, da der Gesellschaftsvertrag dem Handelsregister zur Anmeldung vorzulegen ist (§ 37 Abs. 4 Nr. 1 AktG, § 8 Abs. 1 Nr. 1 GmbHG) und diese Rechtsformen erst mit Eintragung entstehen.

## Gründe für Scheingesellschaften
Die Kreditwürdigkeit eines Unternehmens kann durch den Anschein der Mitwirkung kapitalkräftiger Personen gestärkt werden. Andererseits kann die mit einem schlechten Ruf versehene Person durch andere Personen, die sich als Gesellschafter ausgeben, im Hintergrund gehalten werden. Wird auf Visitenkarten, Briefbögen oder in Medien der Auftritt als gemeinsame Firma vorgetäuscht, so liegt ebenfalls eine Scheingesellschaft vor. Scheidet aus einer echten Zweipersonengesellschaft ein Gesellschafter aus und dies wird im Außenverhältnis nicht bekannt gemacht, handelt es sich ebenfalls um eine Scheingesellschaft.

## Rechtsfolgen
Der Schutz gutgläubiger Dritter wird über die Rechtsscheinhaftung erreicht, sofern nicht die schärferen Publizitätsregeln des § 15 HGB eingreifen. Falls die Scheingesellschaft ins Handelsregister eingetragen wurde, ergibt sich die Haftung aus §§ 5, § 15 Abs. 3 HGB. Ist den Scheingesellschaftern die Hervorrufung des Rechtsscheins zuzurechnen, so müssen sie sich gutgläubigen Dritten gegenüber so behandeln lassen, als sei ihre Scheingesellschaft rechtswirksam entstanden. Dann haften die Scheingesellschafter ihren Gläubigern wie die Gesellschafter einer OHG nach den §§ 128, § 176 HGB, nämlich unmittelbar und unbeschränkt mit ihrem Privatvermögen. Selbst wenn die Scheingesellschafter keine Kaufleute sind, gilt Handelsrecht (§§ 345 ff. HGB über einseitige Handelsgeschäfte), im Falle der Kaufmannseigenschäft des gutgläubigen Gläubigers auch diejenigen über beidseitige Handelsgeschäfte.
Exemplarisch ist ein vom OLG Köln entschiedener Fall, wo mehrere Rechtsanwälte von gemeinsamen Geschäftsräumen aus arbeiteten, aber alle auf eigene Rechnung wirtschafteten (Bürogemeinschaft). Entsteht dann durch ein gemeinsames Kanzleischild und einen missverständlichen Briefkopf der Eindruck, dass die Rechtsanwälte als Sozien verbunden seien, kann jeder der Scheinsozien für Fehler des anderen haften, denn ein Mandant darf davon ausgehen, dass er den Mandatsvertrag mit einer Sozietät abgeschlossen hat und somit alle Rechtsanwälte persönlich für Verbindlichkeiten der Sozietät haften. Im Innenverhältnis kann der Haftende dann Regress beim anderen nehmen.

## Scheingesellschafter
Ebenfalls unter dem Begriff der „Scheingesellschaft“ werden oftmals – rechtlich strenggenommen ungenau – Sachverhalte behandelt, in denen eine Gesellschaft tatsächlich besteht, eine bestimmte Person allerdings nur scheinbar deren Gesellschafter ist. Dieses bloß vermeintliche Gesellschaftsmitglied ist richtig als „Scheingesellschafter“ zu bezeichnen. Die falsche Außendarstellung, die solchen Fällen zugrunde liegt, kann gewollt sein (etwa um angestellte Anwälte einer Sozietät den Mandanten gegenüber als Sozien auszugeben). Sie kann aber auch auf Nachlässigkeit beruhen, z. B. wenn auf das Ausscheiden eines bisherigen Gesellschafters im Rahmen des Internetauftritts der Gesellschaft versehentlich nicht hingewiesen wird, sondern der Ausgeschiedene dort weiterhin als „Partner“ o. ä. verzeichnet ist. Vertraut ein Geschäftspartner einer Personengesellschaft auf die (fortbestehende) Mitgliedschaft des scheinbaren Gesellschafters, so haftet ihm Letzterer nach ständiger Rechtsprechung nach Rechtsscheingrundsätzen wie ein echter Gesellschafter. Somit gleichen die Rechtsfolgen im Ergebnis weitgehend der oben dargestellten Lage bei reinen Scheingesellschaften.